# Eumea luctuosa
Eumea luctuosa är en tvåvingeart som beskrevs av Robineau-desvoidy 1863. Eumea luctuosa ingår i släktet Eumea och familjen parasitflugor.
Artens utbredningsområde är Frankrike. Inga underarter finns listade i Catalogue of Life.